# Джак Стро
Джон Уитакър „Джак“ Стро (на английски: Jack Whitaker Straw) е британски политик от Лейбъристката партия. Той е вътрешен министър в първото правителство на Тони Блеър (1997-2001), а след изборите от 2001 става външен министър на Великобритания.